# Anders Fogelin
Anders Fogelin, född 1933, död 1982, var en svensk, målare, tecknare och grafiker. 
Fogelin föddes i Västervik men kom tidigt till Dingle där han växte upp. Han utbildade sig på Konsthögskolan i Stockholm 1954-60. Fogelin är representerad på Moderna museet, Nationalmuseum, Kalmar konstmuseum, Örebro läns landsting samt på svenska ambassader bland annat i Tyskland. 
Anders Fogelin levde tillsammans med Evy Låås från 1952 till sin död 1982. De sista åren bodde Anders Fogelin i Spanien. Han hade utställningar i Japan, Kanada, Tyskland och Spanien.